# Třicet let bojů za českou socialistickou poesii
Třicet let bojů za českou socialistickou poesii byl referát Ladislava Štolla, který stanovil závazné směrnice socialistického realismu v poezii.
Na pracovní konferenci Svazu československých spisovatelů dne 22. ledna 1950 měl hlavní referát Ladislav Štoll, který byl kulturním ideologem KSČ a jeden z hlavních dohlížitelů na socialistický realismus. Podle Štolla existují tři velké mezníky českého básnického vývoje. Předně překlad Leninovy knihy Stát a revoluce z roku 1920, dále přechod Neumannovy anarchokommunistické skupiny do nově vzniklé KSČ a ustavení Gottwaldova vedení KSČ v roce 1929. Štoll se vypořádal s tvorbou levicových básníků z let 1918–1948. Nejvýše hodnotí S. K. Neumanna a Jiřího Wolkera, který zemřel ještě před vypuknutím frakčních bojů v KSČ a proto se do nich nemohl zapojit. Nejníže oceňuje Františka Halase. Sympatie nemá ani pro Vladimíra Holana.
Referát později vyšel jako brožura. Byl závazný pro komunistickou kritiku.

## Dobová anotace
První rozsáhlejší krit. rozbor duch. dramatu boje za čes. poesii v letech 1918-1948. Odhaluje střetání zákl. vývoj. tendencí v oblasti naší poesie, zápas za nový, vyšší společen. řád v tvorbě č. básníků. Štoll vysoko vytyčil úlohu S.K. Neumanna, který se dovedl probojovat všemi zmatky a vykročit v čelo socialist. poesie, která se ztotožňuje se zájmy lidu. Pozornost pak věnuje zákrutům básnické cesty Nezvalovy, jehož věrnost cílům děl. třídy nebyla ohrožena ani v období jeho formalistických výstřelků. Vysoko pak rýsuje význam J. Wolkera, který ideově nikdy nebloudil, a konstatuje pak, že proletář. poesii na scestí kosmopolitismu, směrem k poetismu a reakč. surrealismu svedl K. Teige. Na dvou taženích proti Wolkerovi (1925, 1934) nachází stopy Halase, který se stal mluvčím nálad tápající č. inteligence konce let 20. a 30. Halasovo vnitřní rozpolcení má příčinu v jeho stavech mučivého vnitř. antagonismu, v jeho nedostatku socialist. ideovosti. Štoll vidí v dvojici Wolker - Halas typic. antipody epochy. Na Halasovu chorob. skepsi a hořké rozčarování navazují pak dekadent. a rozklad. tendence existencionalist. kritika V. Černého i katol. skupiny B. Fučíka. Pochybená škol. výchova 1. republiky zavinila bloudění skupiny Bednářovy. Závěr rýsuje klady porevoluč. poesie.